# Benedykt Filipowicz
Benedykt Filipowicz (ur. 26 marca 1861 w Tyrawie Wołoskiej, zm. 16 grudnia 1922 w Warszawie) – warszawski i łódzki dziennikarz, literat, publicysta, piszący po polsku. Publikował także pod pseudonimem Benedykt Pobóg.

## Życiorys
Gimnazjum ukończył w Przemyślu, następnie studiował filozofię na Uniwersytecie Lwowskim.
Pracę zawodową rozpoczął jako dziennikarz, początkowo pisał w gazetach i czasopismach galicyjskich, potem krótko w Poznaniu i Toruniu.
Osiadł następnie w Warszawie i publikował w pismach warszawskich: w 1886 r. „Kurier Codzienny” i „Gazeta Informacyjna”, a w 1888 r. został członkiem redakcji „Kurjera Warszawskiego”, w którym już wcześniej zamieszczał artykuły i felietony o tematyce społecznej i ekonomicznej. Od 1890 r. prowadził w tej gazecie dział prowincjonalny, był też współredaktorem wydania porannego.
„Felietony Filipowicza napisane nie bez nerwu satyrycznego i pewnych zdolności obserwacyjnych – są nie gorsze od wielu prac podobnego typu, które wyszły spod pióra matadorów” Jan Józef Lipski.
Publikował także w „Słowie”.
Przez następnych kilkanaście lat mieszkał w Łodzi, gdzie zaczął w 1911 r. współpracę z wydawanym przez Jana Mikołajtysa „Nowym Dziennikiem Łódzkim”, w latach 1912–1918 ukazującym się pod tytułem „Gazeta Łódzka”, i wydawanym przez Jana Grodka, który powierzył mu redagowanie pewnych działów gazety.
W 1915 r. w czasie I wojny światowej przeniósł się znów do Warszawy, gdzie redagował „Kurier Narodowy”, inspirowany przez okupujących wówczas Warszawę Niemców.